# ピトケアン諸島

ピトケアン、ヘンダーソン、デュシーおよびオエノ諸島
Pitcairn, Henderson, Ducie and Oeno Islands

ピトケアン諸島（ピトケアンしょとう、英語: Pitcairn Islands [ˈpɪtkɛərn],Pitcairn Group of Islands）は、南太平洋に位置するイギリスの海外領土。唯一の有人島であるピトケアン島をはじめとする5つの島からなる。海外領土としての正式名称はピトケアン、ヘンダーソン、デュシーおよびオエノ諸島（Pitcairn, Henderson, Ducie and Oeno Islands）。人口は47人（2021年）。
1767年、イギリス軍艦「スワロー」の士官候補生ロバート・ピトケアンが発見した。諸島の周囲300 kmには、他に有人島は無い。この絶海の孤島に人が住み着くようになったのは、バウンティ号の反乱がきっかけである。現在ピトケアン島に住んでいるのは、この反乱に参加した軍人の子孫が主である。

## 地理

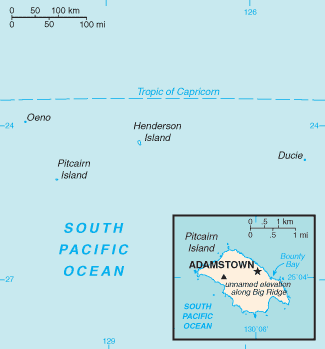
ピトケアン諸島の地図. 出典:CIA World Factbook

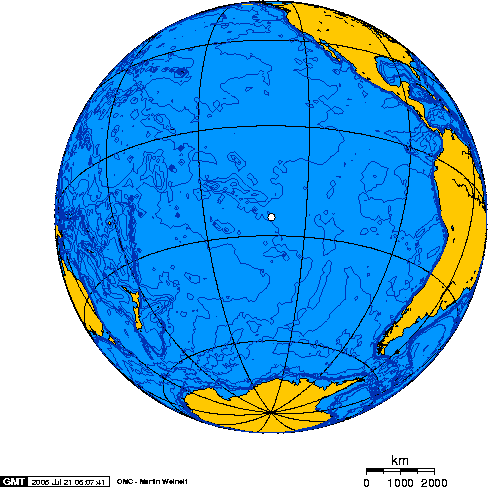
ピトケアン諸島を中心とした正投影図

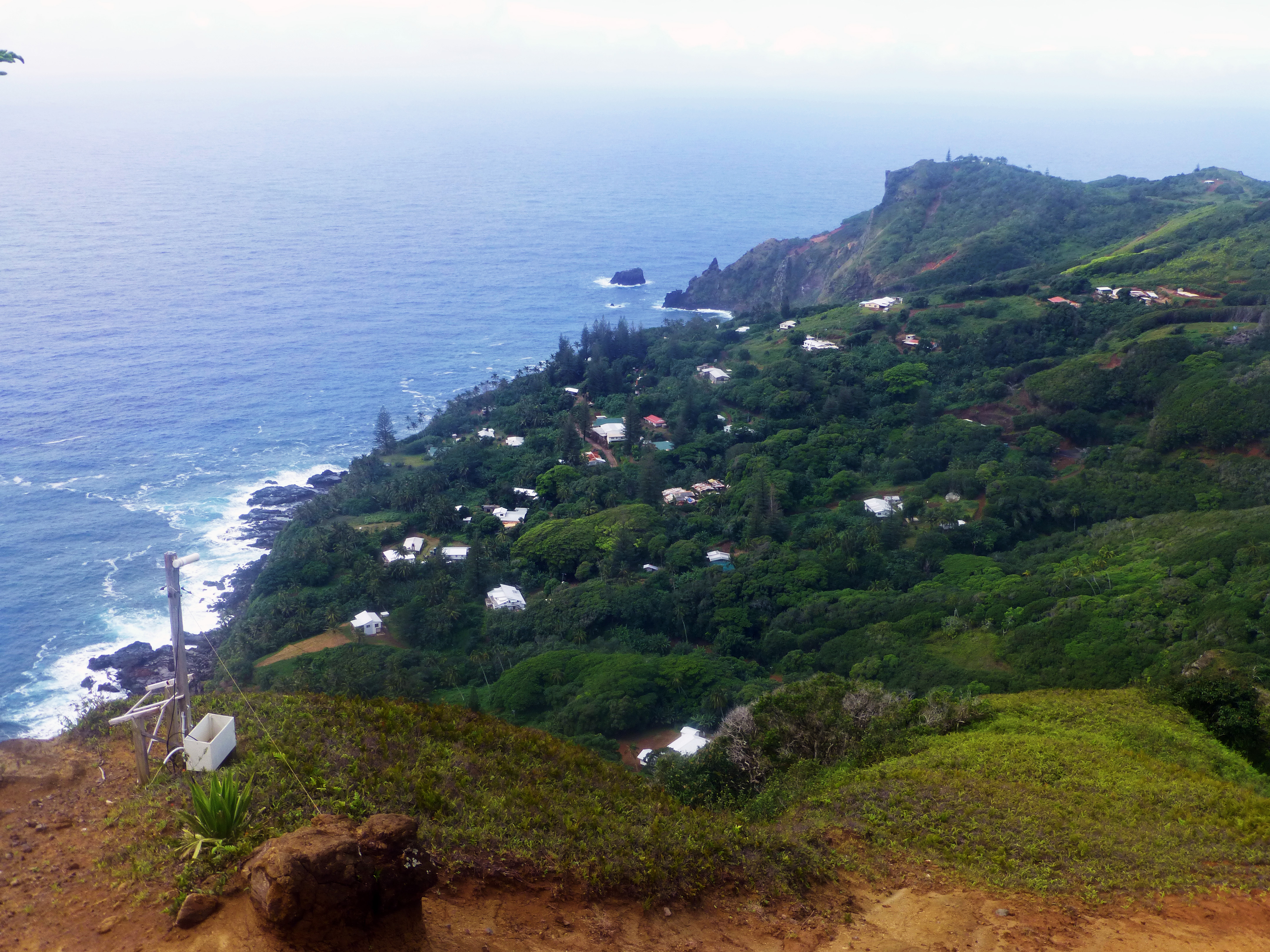
アダムスタウン

唯一の有人島であるピトケアン島をはじめとする、散在する計5島からなる。諸島といっても一番東のデュシー島から一番西のオエノ島まで500 km以上の広がりがある。

### ピトケアン島
ピトケアン島は、火山性（最高峰が355 m）の島で、南緯25度04分、西経130度06分に位置する。面積は4.50 km2。海岸線は荒波の影響で大半は断崖絶壁か、岩がごろごろしている浜である。そのため、大型の船が島へ接岸するのは難しい。島の北部、海を見渡す丘の方にバウンティ号の反乱のリーダーであるフレッチャー・クリスチャンがいつも居たというクリスチャンケイブと呼ばれる洞窟がある。島の近くにはアダムズ・ロックとヤングス・ロックという岩石の小島がある。
気候は亜熱帯海洋性で、7月から12月は雨季である。夏季は20°Cから30°Cと温暖であるが、冬季には気温が12°Cまで下がることもある。

### 無人の島々
- デュシー島
- オエノ島
- サンディ島
- ヘンダーソン島 - 世界自然遺産に登録されている。各地からのごみが漂着することが問題となっている[4]。

## 歴史
スペイン人がピトケアン島を発見した時には既に無人島であったが、15世紀頃までポリネシア人が住んでいた事が考古学的に明らかになっている。
1767年、カートレット艦長とピトケアン士官候補生がピトケアン島を発見している。このことを知った1789年4月の「バウンティ号の反乱」者たちが1790年1月同島に上陸し、自給自足の生活を始めた。しかし反乱者とタヒチから連行してきた者との間でトラブルが起き、生き残った反乱者4人の間でも殺人が起き、1800年ごろには反乱者の最後の一人ジョン・アダムスと9人のタヒチ女性と19人の子どもが暮らしていたという。1814年イギリス船が同島を訪れ、反乱が発覚した。1825年に恩赦を与えられ同島で亡くなったアダムズの名前にちなみ「アダムスタウン」という町名が残されている。
バウンティ号の反乱以来、その子孫が住み着いている。1829年にイギリスの領土であると宣言され、正式にイギリスの植民地となっている。

## 政治
イギリスからニュージーランドに派遣されている高等弁務官がピトケアン総督を兼ねる。
住民により島司、立法議会のメンバーが選ばれる。2004年まではスティーブ・クリスチャン島司が島の実質上の行政を行っていた。しかし、後述する少女性的暴行事件の影響で2004年10月30日に解任され、後任にはジェイ・ウォーレンが就任した。

## 交通
空港は無く、貨客船MVクレイモアIIがフランス領ポリネシア・ガンビエ諸島のマンガレバ島との間を年に8往復している。船は火曜日の午後にマンガレバ島のリキテア村を出発し、木曜日の朝にピトケアン島に到着する。所要時間はおよそ32時間で、タヒチからの国内便と接続が図られており、以前より島へのアクセスが容易になったが、観光客は、船のスケジュールに合わせて3日間、10日間、3か月間のいずれかの滞在期間を選ぶ必要がある。
施設の整った病院などに入る場合は、4,000 km近く離れたニュージーランドまで船で行かなくてはならない上、急ぎの場合は船をチャーターする必要がある。
島内では住民は水上交通に改造した大型のボートを用いる。陸上では6.4 kmにわたって道路が舗装されており、四輪バギーや日本製のオートバイに乗っている。
また1981年にアメリカ人実業家アーサー・M・ラトリフがヘンダーソン島に別荘と滑走路を建設しようと計画していたことがある。ラトリフはピトケアン島民も利用できる4島を結ぶフェリーボートと飛行機の滑走路を約束し、交通の便が良くなると島民も支持していたが環境保護団体の反対により計画は中止された。

## 経済
産業は主に、物々交換による経済として、漁業と農作物を中心に行われており、島で芋やバナナやオレンジなどを植えている。鉱物資源の開発が経済発展を促す可能性があり、島の深海底でマンガン塊が発見されている他、デュシー島やヘンダーソン島にグアノがある。現在ではドメインの.pnの販売に力を入れており、島政府のホームページでもセールスをかけている。
通貨としてニュージーランド・ドルが用いられているが、島内ではいくつかの外貨と両替することができる。土産店ではアメリカ・ドルでの表示もされている。クレジットカードは使用できない。
このほか、外貨を稼ぐため、蜂蜜、ガイドブック、郵便切手の販売もおこなわれているが、島に寄港する船が限られているため郵便事情が悪く、蜂蜜の場合は注文してから届くまで2～5か月を要する。郵便切手については1940年10月より島独自のものが発行されており、島の郵政組織は世界最小の郵政機関とも呼ばれている。

## 住民
島民の多くは、バウンティ号の反乱者のイギリス人水夫とタヒチ系ポリネシア人女性との間に生まれた子孫である。
宗教はプロテスタントから派生した新興宗教であるセブンスデー・アドベンチスト教会が浸透しており、基本的には島民はアルコール（酒）は飲まないし、タバコは吸わない。ガバメント・ストア（唯一のコンビニエンスストア）とクリスチャンズ・カフェ（唯一のカフェ）では、アルコールやタバコを販売しているが、品薄である。
食のタブーもあり、豚肉や海老は食べないという。これは、反乱者達が島に住み着いてから、酒に酔った乱暴な一部の反乱者らによる島での殺し合いが起きた時、反乱者の最後の生存者であるアダムズが聖書に助けを求めて以来、熱心な信者となっているためである。

## 事件
1999年、この島に研修に訪れていたイギリスの女性警察官が、島民の女性から「島の未成年少女と大部分の成人男性が性交渉をもっている」という話を聞かされた。彼女はこの話をニュージーランド在住のピトケアン総督に報告し、捜査の結果事実である事が判明した。これは本国のイギリスの法律に照らせば違法であるが、島民は「これは島の風習であり、イギリスの法律で裁くことは許さない」と強く反発した。
またピトケアン島には裁判所がなく、裁判に必要な裁判官や弁護士もいないので、実際に裁判を行うには被告をニュージーランドまで連れて行かなくてはならなかった。容疑者は島のほぼ全ての成人男性であり、島の経済は裁判の間大きく停滞する事になる。ましてや有罪判決が下れば、島の存続にも関わってくる。この事件は一つの島が丸ごと消えてしまいかねないとして、国内外で大々的に取り上げられ話題となった。
結局、ニュージーランドでの裁判の開廷は負担が大きすぎるという事で、2004年にピトケアン島で裁判を開廷する事が決定された。裁判官や弁護士はニュージーランドからはるばるやって来た。イギリスの海外領土の住民が、イギリス連邦に属するとはいえニュージーランドの裁判官や弁護士により、英国法によって裁かれるという変わった形である。また、被告たちによるイギリスの法律の適用外だという主張は退けられた。さらに、イギリスは有罪判決が出た場合に備えて、刑務所もピトケアン島に設ける事を決定し、この刑務所に勤務する人物の募集を始めた。
2004年10月25日、ピトケアン島で7人の被告に対して裁判が開かれ、最終的に6人が有罪、1人が無罪になった。しかし、判決が出た当時はまだ刑務所が工事中だったため、有罪になった6人は刑務所が完成するまで島の中で自由に過ごすことが許された。2005年に刑務所が完成し、6人のうち禁固刑判決を受けた4人が刑務所に収監された。

## インフラ
少女性的暴行事件が話題になった2004年以降、イギリス政府は島へ大規模なインフラ整備の投資を始めた。これは再発防止策であったが、結果として人口数十人の離島にしては十分過ぎるほどのインフラが整っている。
- 島にはラジオ放送もテレビ放送も無いが、衛星放送のアンテナが設置され、海外の放送を無料で見ることが出来る。また各家庭にはDVDプレーヤーがある。
- 衛星電話があり、各家庭に有線電話が引かれている。
- VHF無線が各家庭と船に設置され、漁業に出ている船と無線が使える。
- 衛星回線を用いたインターネットが導入され、全家庭にパソコンとネットワークが設置されている。そのためインターネット普及率は100%である。ただしピトケアン島のドメイン名である.pnはアメリカの会社が代行販売している。
- 発電機が設置され、電気が通じた。電圧はオーストラリアやニュージーランドと同じ230-240ボルト。なお、ガスや水道は無い。水道が無いのは島に水源がなく、飲料水を全て雨水に頼っているため。
- 2005年に警察署と学校が建設され、イギリス本土から派遣された警察官と教師が勤務している。刑務所もあり、イギリスと同じ生活水準の基準で作られている。

## 参考資料
- Pitcairn Island Web Site: The home of the descendants of the Bounty Mutineers - ウェイバックマシン（2007年9月27日アーカイブ分）（ピトケアン島のHP、島の地図がある）
- ピトケアン島 - ウェイバックマシン（2019年3月26日アーカイブ分） - 世界飛び地領土研究会（飛地）